# Intromisja
Intromisja (łac. intromissio). Legalne zawładnięcie – rozumiane jako wejście w posiadanie nieruchomości zgodnie z wyrokiem sądowym, ogłaszane niegdyś osobiście przez przysłanego w tym celu, na miejsce, woźnego sądowego. Ogłaszanie intromisji, zwanej też wwiązaniem, odbywało się w miejscu publicznym – np. na rynku, wobec zgromadzonych świadków.